# Изубриевка
Изу́бриевка — река в Тербунском и Долгоруковском районах Липецкой области, правый приток ручья Лух. Впадает в Лух в 8 км выше его устья. Длина 14 км, площадь водосборного бассейна 88,3 км².

## Описание
Изубриевка имеет исток у деревни Засосная Тербунского района, устье в 2 км северо-восточнее деревни Большой Колодезь Долгоруковского района.
Питание реки снеговое, дождевое, родниковое. Крупных притоков не имеет, в верхнем и среднем течении впадают несколько небольших ручьёв. На реке устроено несколько крупных запруд — в селе Тульское, посёлке Райский и перед деревней Изубриевка 1-я. Река не судоходна.

## Данные водного реестра
По данным государственного водного реестра России относится к Донскому бассейновому округу, водохозяйственный участок реки — Дон от города Задонск до города Лиски, без рек Воронеж (от истока до Воронежского гидроузла) и Тихая Сосна, речной подбассейн реки — бассейны притоков Дона до впадения Хопра. Речной бассейн реки — Дон (российская часть бассейна).
Код объекта в государственном водном реестре — 05010100812107000002075.

## Населённые пункты от истока к устью
- Засосная
- Тульское
- Спасская
- Райский
- Дроновка
- Красный Луч
- Елизаветовка
- Изубриевка 1-я
- Большой Колодезь